# Georges Pompidou
Georges Jean Raymond Pompidou (výslovnost:  [ʒɔʀʒ pɔ̃piˈdu]IPA, 5. července 1911 – 2. dubna 1974) byl francouzský politik, který se v letech 1962–1968 stal nejdéle úřadujícím francouzským premiérem Páté republiky a devatenáctým francouzským prezidentem od roku 1969 do své smrti v úřadu v roce 1974.

## Život
Narodil se v obci Montboudif (department Cantal) ve střední Francii. Po absolvování Lycée Louis-le-Grand, kde se seznámil se senegalským básníkem a státníkem Léopoldem Sédarem Senghorem, graduoval na École Normale Supérieur se státní zkouškou z literatury.
Nejdříve učil literaturu na gymnáziu, od roku 1953 pracoval pro bankovní dům Rothschild. V roce 1956 byl zvolen generálním manažerem. Tuto funkci si udržel do roku 1962. Později byl najat Charlesem de Gaullem, aby řídil Nadaci Anny de Gaulle pro Downův syndrom (de Gaullova dcera Anna touto nemocí trpěla).

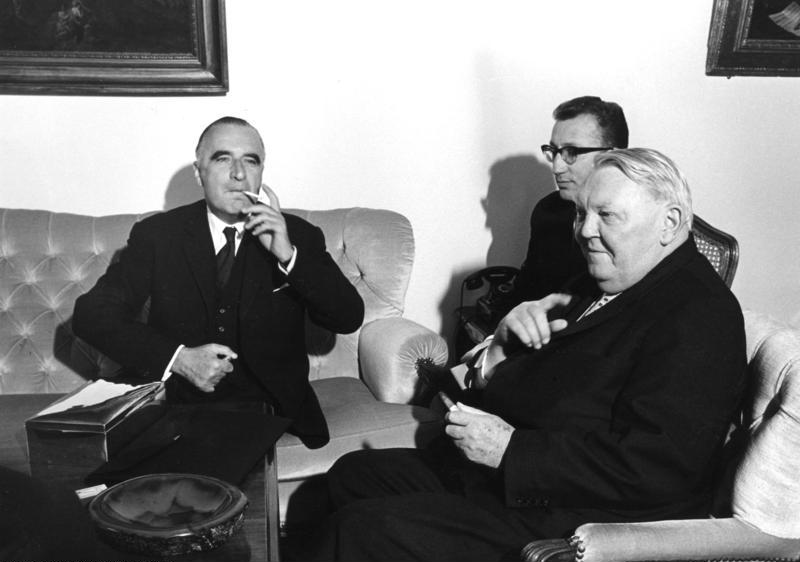
Jako premiér na setkání s německým kancléřem Ludwigem Erhardem v roce 1965

Pod de Gaullem se stal také premiérem (po rezignaci Michela Debré 16. dubna 1962). Post premiéra zastával až do 21. července 1968 a je tak dodnes nejdéle úřadujícím předsedou vlády Páté francouzské republiky. Jeho nominace byla značně kontroverzní, protože nebyl členem Assemblée nationale (francouzského Národního shromáždění, nižší komory francouzského parlamentu). V říjnu 1962 byla jeho vládě vyslovena nedůvěra, Charles de Gaulle dal však rozpustit Národní shromáždění. Gaullisté vyhráli legislativní volby v roce 1962 a Pompidou byl opět jmenován předsedou vlády. V roce 1964 musel čelit důlní stávce a roce 1967 dovedl gaullistickou stranu (Unii demokratů pro pátou republiku) k těsnému vítězství.
Je mu kladena zásluha za mírové vyřešení studentských protestů v květnu 1968. Jeho strategií bylo zlomit koalici studentů a zaměstnanců vyjednáváním s odbory a zaměstnavateli (při tzv. Grenellské konferenci). Až do této poněkud bouřlivé doby ztělesňoval předsedu vlády tiché a prosperující Francie.
Přesto během Května 1968 se mezi ním a de Gaullem zvedla vlna neshod. Nechápal, že jej prezident neinformoval o svém odjezdu do Baden-Badenu 29. května 1968. Jejich přátelství, až do té doby velice srdečné, bylo u konce. Legislativní volby vyhrál v roce 1968 a následně rezignoval. Nicméně, z části kvůli krizi z května 1968, se objevil jako přirozený nástupce Charlese de Gaulla. Svou kandidaturu oznámil v lednu 1969. O několik týdnů později bylo jméno jeho ženy zmíněno v tzv. Markovicově skandálu. On sám si byl jist, že za tímto pokusem o pohanění stáli představitelé vnitřních gaullistických kruhů.

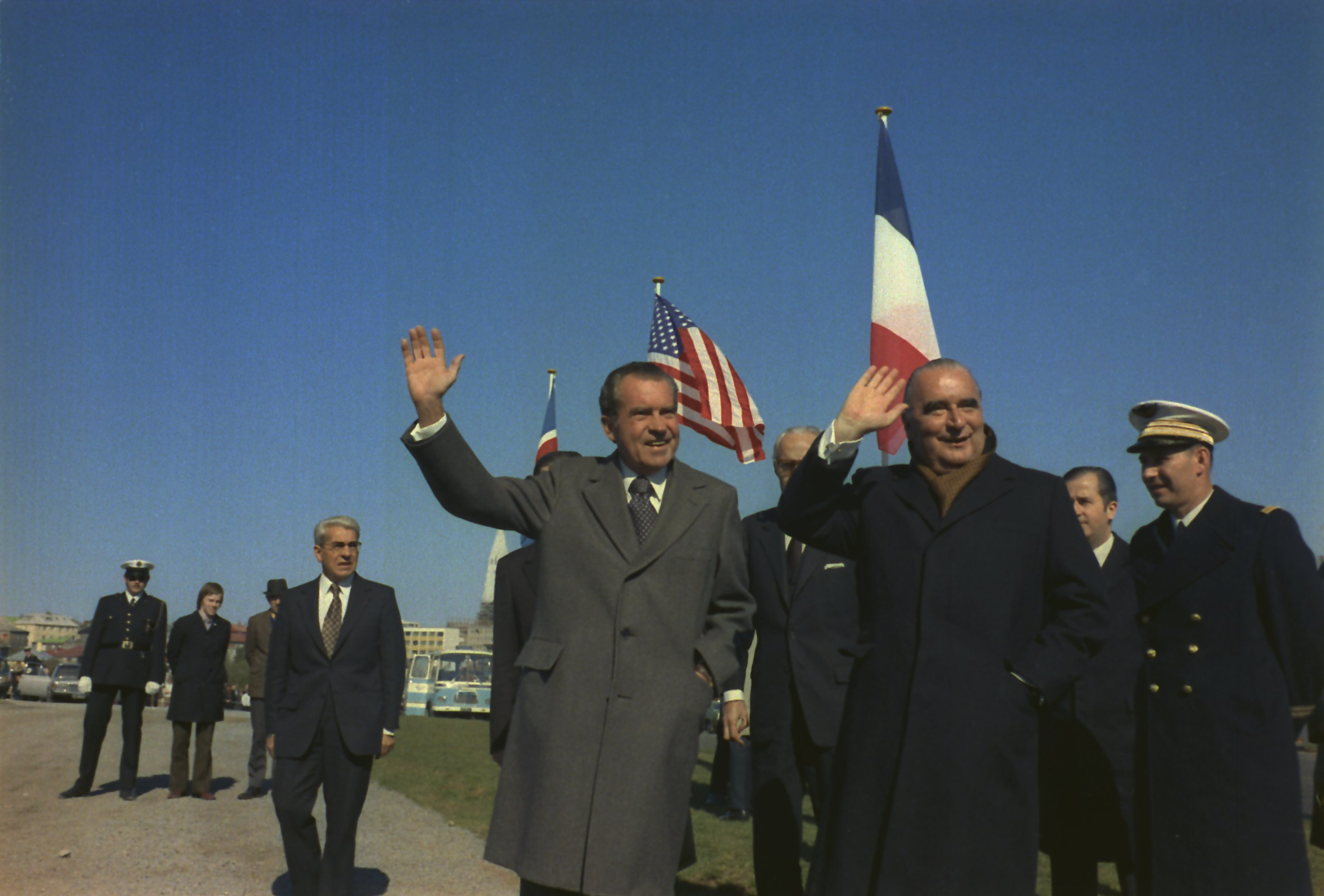
S prezidentem USA Richardem Nixonem v roce 1973 v Rejkjavíku

Po nezdaru referenda z roku 1968 de Gaulle rezignoval a on sám byl zvolen na jeho místo, prezidentem Francouzské republiky, kdy v druhém kole porazil předsedu senátu a zastupujícího (interim) prezidenta Alaina Pohera. Přes svůj gaullismus byl pragmatičtější než de Gaulle, což se projevilo např. přijetím Velké Británii k Evropskému společenství v roce 1973.
Během své vlády započal průmyslový plán a spustil také vesmírný projekt Arianespace. Byl skeptický k programu tzv. Nové společnosti jeho prvního premiéra Jacquese Chaban-Delmase, kterého nahradil Pierrem Messmerem, konzervativním gaullistou.
Když se levé křídlo opozice sjednotilo při tvorbě tzv. Společného programu před legislativními volbami v roce 1973, rozšířil svou prezidentskou většinu zavázáním se se středovými proevropskými stranami.
V roce 1974, ještě jako úřadující prezident, nečekaně zemřel na leukémii.